# Добросав Вуловић
Добросав Вуловић (?−?) мање је познат каменорезац народних споменика из драгачевског села Губеревци. Солидан занатлија, активан у првим деценијама 20. века.

## Живот и дело
О животу овог клесара мало се зна. Занату се вероватно обучавао код мајстора Млађена Раковића у Горачићима или неког од његових следбеника.
У стубове од пешчара покривене плитком „капом” урезивао епитафе, крстове оружје и предмете који су ближе описивали личност и статус покојника: штап и звоно - знамења власти; кључ, џепни сат и буклија - имања; одликовања - ратничке прошлости итд.
Израдио већи број споменика и крајпуташа, занатски добро, али без посебног уметничког надахнућа.
Потписивао се комбинацијом штампаних и писаних слова:
Р[ади] Добросав Вуловић.